# Toshio Tamogami

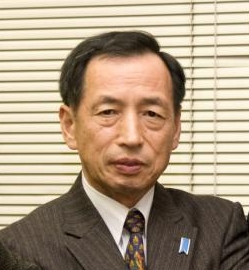
Tamogami im Februar 2009.

Toshio Tamogami (jap. 田母神 俊雄, Tamogami Toshio; * Juli 1948 in der Präfektur Fukushima) ist ein japanischer Luftwaffengeneral und war von März 2007 bis Oktober 2008 der 29. Stabschef der Luftselbstverteidigungsstreitkräfte (航空幕僚長, kōkū bakuryōchō).

## Leben

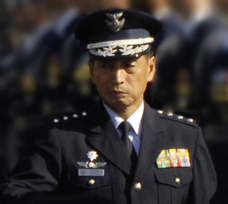
General Toshio Tamogami, Stabschef der Luftselbstverteidigungsstreitkräfte (2008).

Tamogami, Absolvent des 15. Jahrgangs der Verteidigungsakademie (防衛大学校, bōei daigakkō), trat 1971 in die Luftselbstverteidigungsstreitkräfte (JASDF) ein. Ab 1993 kommandierte er das dai-3 kōkū-dan kichi-gyōmugun (第３航空団基地業務群, engl. 3rd Air Wing Air Base Group). 1995 leitete er die Abteilung für Soziales (kōseika) beim Personalbüro des Stabes der ASDF. 1997 wurde er zum Stabschef des Nansei kōkū konseidan (南西航空混成団, Southwestern Composite Air Division) berufen, ein Jahr später erhielt er das Kommando über das dai-6 kōkū-dan (6th Air Wing). 1999 kehrte Tamogami als Leiter der Abteilung für Ausrüstung (装備部 sōbi-bu) wieder zum Stabsbüro zurück. 2002 übernahm er die Leitung der Generalstabsakademie (統合幕僚学校, sōgō-bakuryō-gakkō). Im Jahr 2004 erhielt er das Kommando über das kokū sōtai (航空総隊, Air Defense Command, ADC), bevor er schließlich 2007 zum Stabschef der Luftselbstverteidigungsstreitkräfte berufen wurde.

### Entlassung
Tamogami wurde wegen eines Artikels entlassen, den er für einen Wettbewerb unter Angehörigen der Luftselbstverteidigungsstreitkräfte eingereicht hatte. Der Artikel wurde am 31. Oktober 2008 veröffentlicht, nachdem er den mit 3 Millionen Yen dotierten Wettbewerb gewonnen hatte. Darin legte er dar, Japan sei im Zweiten Weltkrieg nicht der Aggressor gewesen, sondern sei durch Chiang Kai-Shek und Franklin D. Roosevelt in den Krieg gezogen worden, die durch die Komintern manipuliert worden seien. Der Artikel kritisierte auch die Kriegsverbrecherprozesse nach dem Krieg und behauptet, die japanische Besetzung Chinas, Taiwans und Koreas seien für die einheimische Bevölkerung von Vorteil gewesen.
Nach der Veröffentlichung ordnete Verteidigungsminister Yasukazu Hamada am 31. Oktober Tamogamis Absetzung als Stabschef und am 3. November seine Entlassung in den Ruhestand an, da seine Ansichten den Überzeugungen der Regierung widersprächen und wahrscheinlich eine negative Reaktion bei Japans Nachbarstaaten in der Region auslösen würden. Tamogamis Nachfolger als Stabschef der Luftselbstverteidigungsstreitkräfte wurde am 7. November 2008 Ken’ichirō Hokazono.
Am 3. November 2008 bestätigte Tamogami, dass der Artikel seine Ansichten über Japans Rolle im Krieg korrekt darstellt. In den folgenden Anhörungen vor Ausschüssen des japanischen Parlaments blieb Tamogami bei seiner Haltung und berief sich darauf, dass die Meinungsfreiheit auch für Angehörige der Selbstverteidigungsstreitkräfte gelte. Außerdem bezeichnete er die Murayama-Erklärung aus dem Jahr 1995, in der sich Premierminister Murayama Tomiichi für Krieg und Kolonialzeit entschuldigt hatte, als ein Werkzeug zur Unterdrückung der Redefreiheit. Eine Anfrage des Verteidigungsministers, seine Abfindung in Höhe von 60 Millionen Yen (rund 480.000 Euro) freiwillig zurückzuzahlen, lehnte Tamogami ab.
Bald nach der Veröffentlichung äußerten die Regierungen der Republik Korea und der Volksrepublik China ihre Verärgerung über Tamogamis Äußerungen. Das japanische Außenministerium antwortete dem koreanischen Außenministerium, dass die dargelegten Positionen zu Japans Rolle im Krieg lediglich Tamogamis persönliche Meinung darstellten. Man stehe zur Murayama-Erklärung und hoffe, dass die Vorfälle die beiderseitigen Beziehungen nicht belasten werden.